# エドガー (戦列艦・2代)
|          | |
| 艦歴     | |
| 発注:    | 1756年4月19日 |
| 建造:    | ランデール造船所（ロザーハイス）                                                                                            |
| 進水:    | 1758年11月16日 |
| その後:  | 1774年沈没 |
| 性能諸元 | |
| クラス:  | エドガー級戦列艦 |
| 全長:    | 砲列甲板：154ft（47m） 竜骨：126ft（38m）                                                                                   |
| 全幅:    | 43ft 6in（13.3m） |
| 喫水:    | 18ft 4in（5.6m） |
| 機関:    | 帆走（3本マストシップ） |
| 兵装:    | 60門： 上砲列：12ポンド（5kg）砲26門 下砲列：24ポンド（11kg）砲24門 後甲板：6ポンド（3kg）砲8門 艦首楼：6ポンド（3kg）砲2門 |

エドガー（HMS Edgar）はトーマス・スレード設計のエドガー級60門4等戦列艦。1758年11月16日にロザーハイスで進水した。

## 参加海戦
- ラゴスの海戦